# Marie-Laure Gaillot
Pour les articles homonymes, voir Gaillot.
Marie-Laure Gaillot est une nageuse française née le 3 avril 1943 à Paris.
Elle est membre de l'équipe de France aux Jeux olympiques d'été de 1960.
Elle a été championne de France de natation sur 100 mètres nage libre à l'été 1961 et sur 400 mètres quatre nages à l'été 1962.